# Agarophyte

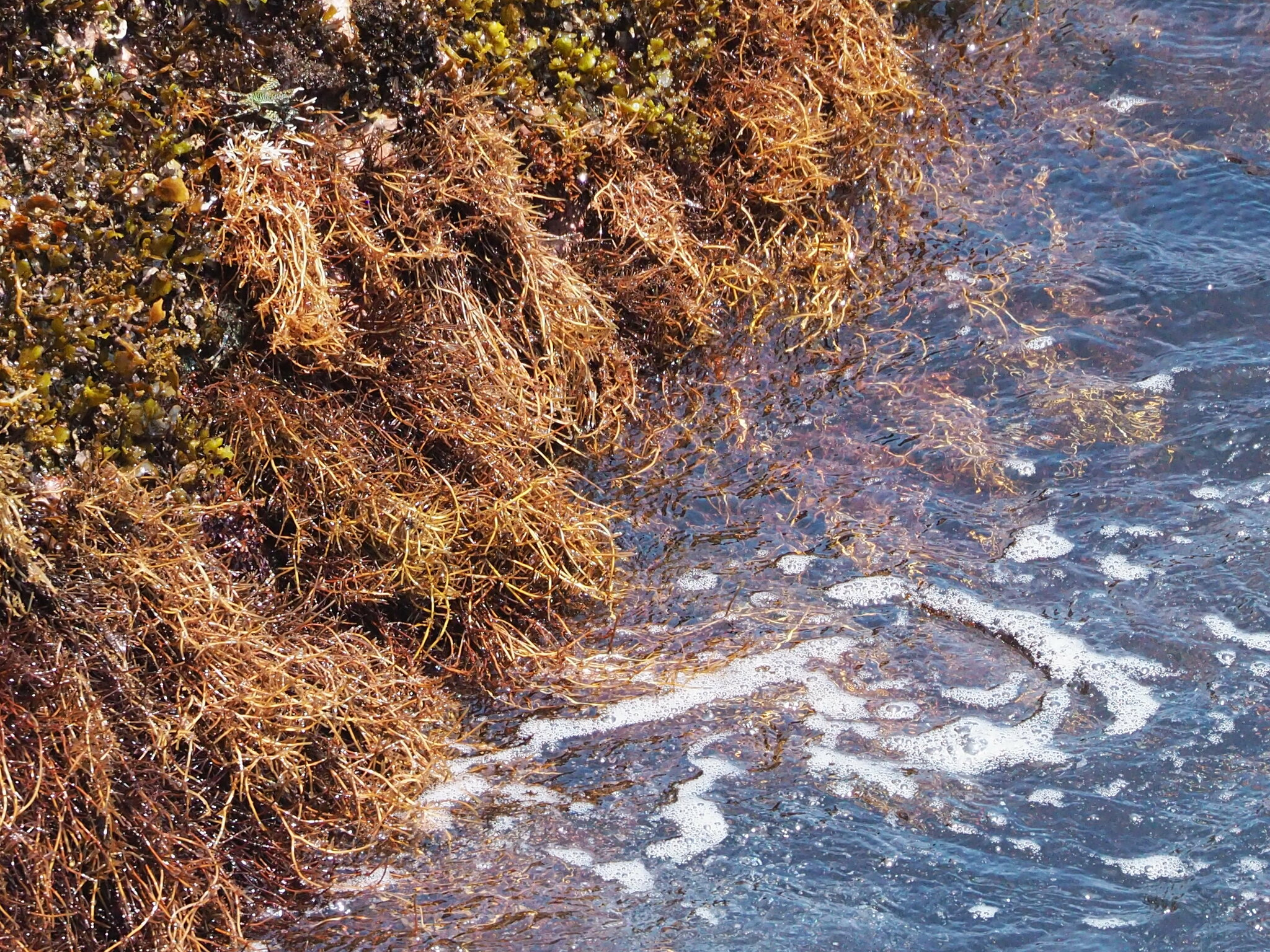
Gelidium amansii

Agarophyte là một loại rong biển, thường gọi là tảo đỏ, tạo ra thạch hệ keo trong tế bào của nó. Loại thạch này có thể được thu hoạch thương mại để sử dụng trong các thí nghiệm sinh học và nuôi cấy. Ở một số quốc gia (đặc biệt là nơi phát triển), việc thu hoạch agarophyte, tích trữ tự nhiên hay nuôi trồng, đều có một tầm quan trọng kinh tế đáng kể. Ngoài ra, các chủng loại đáng chú ý khác của việc khai thác thương mại agarophyte bao gồm hai chi Gracilaria và Gelidium.